# 雁族
雁族（学名：Anserini）是雁形目鸭科雁亚科下的一族，包括雁属（Anser）、雪雁属（Chen）与黑雁属（Branta）三个属。雪雁属的物种通常也会被划分为雁属。
扁嘴鹅可能是与本族亲缘关系最近的现存物种。
本族的化石很难具体确定应归于哪一属。不过可以确定的是，自1000万年前的中新世开始相关的化石记录十分丰富（尤其在北美洲），能够涵盖本族的许多不同的物种。而1200万年前的Anser atavus甚至拥有更多的天鹅的祖征。